# Caxambu (ort)
Caxambu är en ort i Brasilien.   Den ligger i kommunen Caxambu och delstaten Minas Gerais, i den sydöstra delen av landet, 800 km söder om huvudstaden Brasília. Caxambu ligger 908 meter över havet och antalet invånare är 22 701.
Terrängen runt Caxambu är kuperad österut, men västerut är den platt. Närmaste större samhälle är São Lourenço, 19,9 km sydväst om Caxambu.
Omgivningarna runt Caxambu är huvudsakligen savann. Runt Caxambu är det ganska glesbefolkat, med 23 invånare per kvadratkilometer.